# Blumenstockgasse
Die Blumenstockgasse befindet sich im 1. Wiener Gemeindebezirk Innere Stadt. Sie wurde 1862 nach dem Haus Zum Blumenstock benannt.

## Geschichte
Seit 1267 befand sich in der Gegend der heutigen Blumenstockgasse 2 das Himmelpfortkloster St. Agnes. Dieses Kloster hatte zuvor die geradlinige Verbindung der Ballgasse in die Rauhensteingasse unterbrochen; die heutige Blumenstockgasse bildete einen Teil der Ballgasse. Nach dem Abbruch des Klosters 1783 schuf man so eine geradlinige Verbindung zur Rauhensteingasse, die aber zunächst namenlos blieb. 1862 machte man sie zum Anfangsstück der Ballgasse, während man den bisherigen Beginn der Ballgasse in Blumenstockgasse umbenannte.

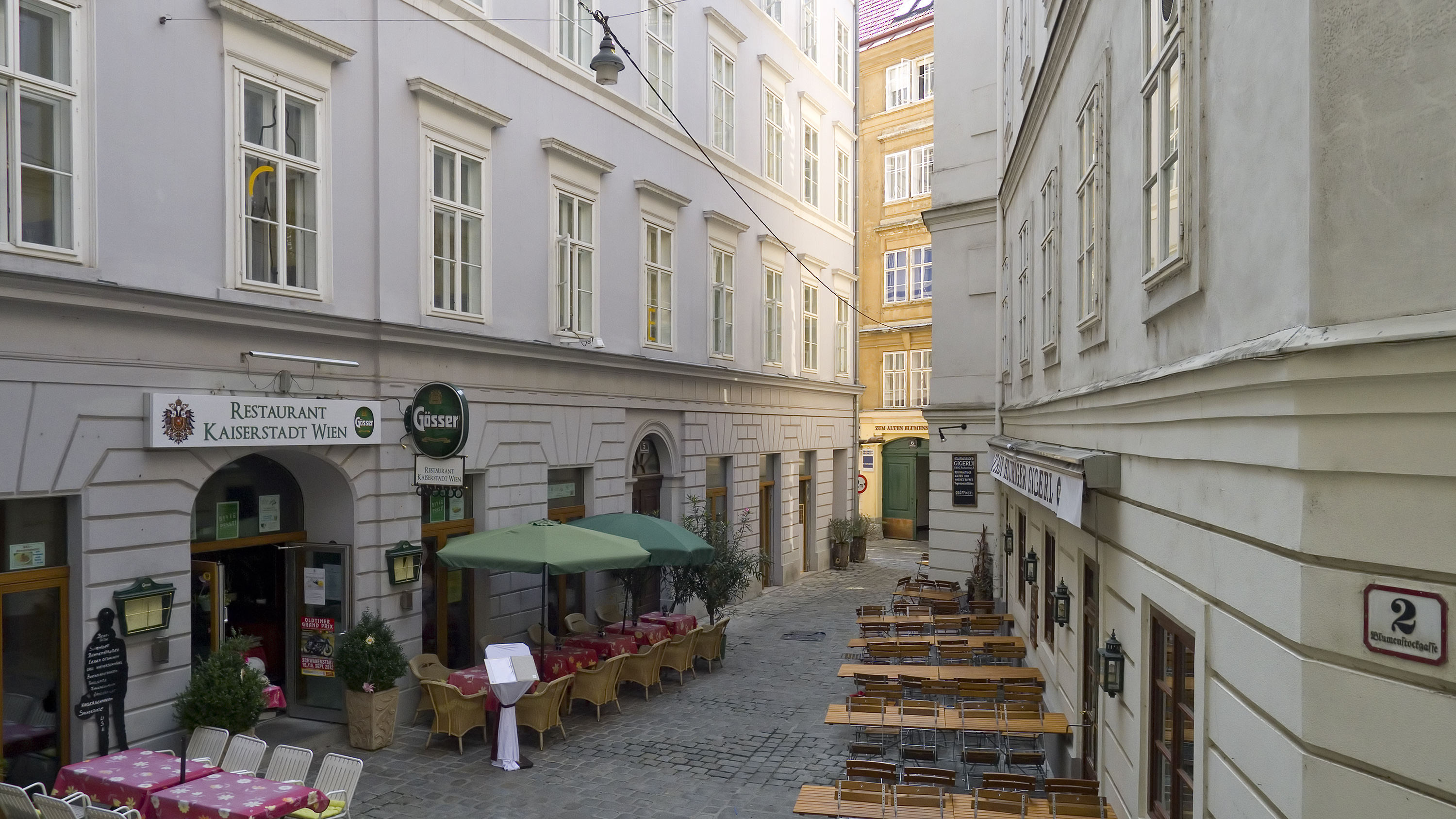
Blumenstockgasse in Richtung Ballgasse

## Lage und Charakteristik
Die Blumenstockgasse erstreckt sich von der Rauhensteingasse in unregelmäßigem und nach Südosten geknicktem Verlauf bis zur Ballgasse, deren Anfangsstück sie ursprünglich war. Die kurze Gasse bildet wie die Ballgasse mit dieser eine zusammenhängende Fußgängerzone, die wegen ihrer malerischen Lage und der einheitlichen, klassizistischen Verbauung gerne von Touristen frequentiert wird. Hier befinden sich auch mehrere Gaststätten.

## Gebäude

### Nr. 1 Wohnhaus
Das klassizistische Wohnhaus wurde 1828 von Anton Grünn erbaut. Es ist an drei Seiten freistehend zwischen Weihburggasse, Rauhensteingasse und Blumenstockgasse und liegt an der Hauptadresse Rauhensteingasse 1.

### Nr. 2 Wohnhaus
Hier befand sich ursprünglich ein Teil des ehemaligen Himmelpfortklosters. 1787 erbaute Josef Gerl unter Einbeziehung von Bausubstanz des Klosters das heutige Gebäude für Camillo Graf von Colloredo. Seit 1985 befindet sich hier die Großloge der Freimaurer Österreichs. Das Haus liegt freistehend zwischen Blumenstockgasse, Rauhensteingasse und Ballgasse und liegt an der Hauptadresse Rauhensteingasse 3.

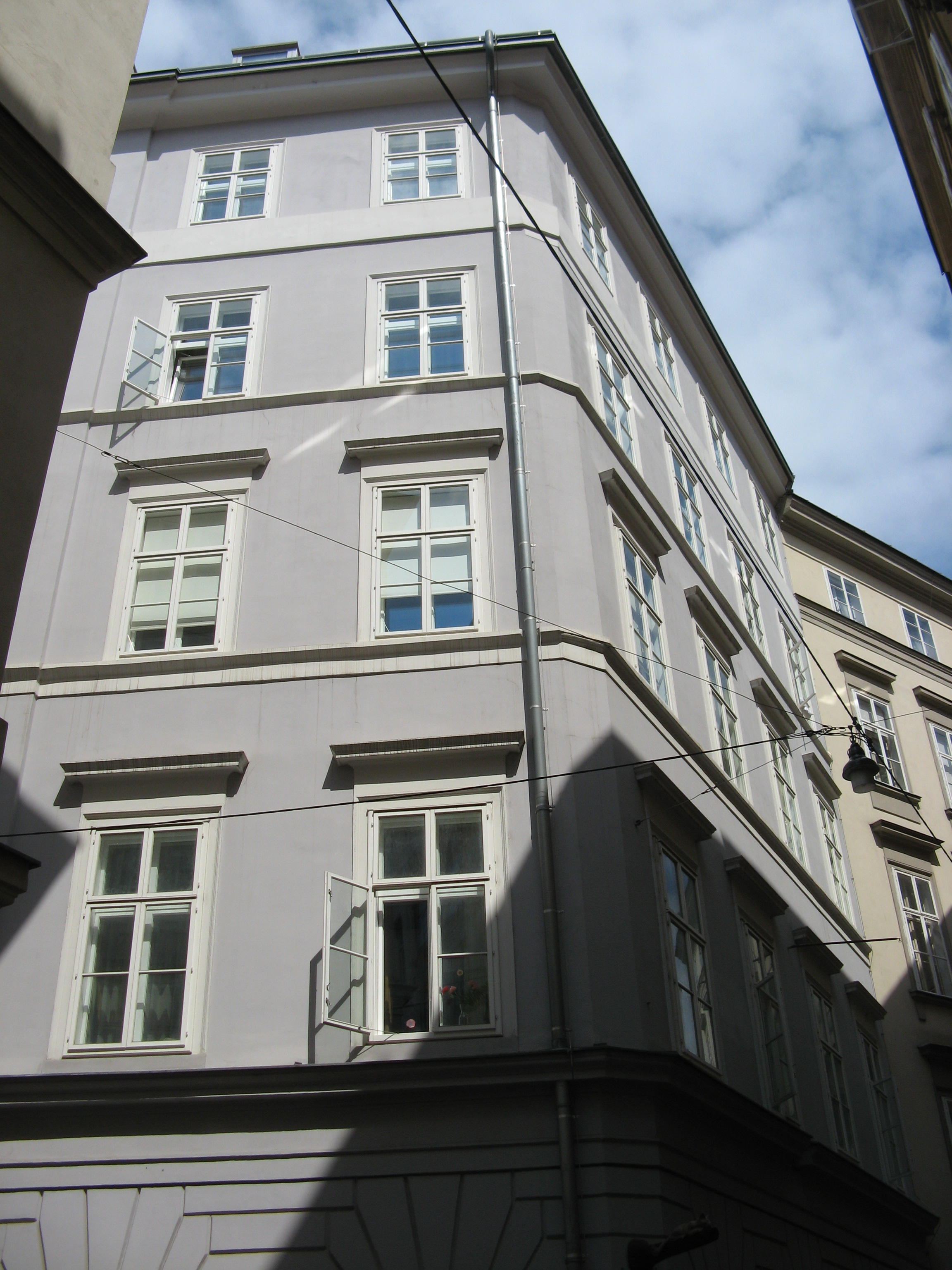
Blumenstockgasse 5 Zur hl. Dreifaltigkeit

### Nr. 3 Wohnhaus
Das schmale spätklassizistische Wohnhaus wurde 1827 von Josef Klee erbaut. An der Blumenstockgasse befindet sich die schlichtere Rückfassade, die Hauptadresse liegt an der Weihburggasse 8.

### Nr. 5 Zur hl. Dreifaltigkeit
Hier befand sich zunächst seit 1702 ein Gebäude im Besitz des Himmelpfortklosters, in dem 1819–1820 Ludwig van Beethoven wohnte. 1832 erbaute Josef Klee das heutige Eckhaus zur Ballgasse im spätklassizistischen Stil. In ihm befand sich seit den 1840er Jahren das Bierwirtshaus Zum neuen Blumenstock.
Die Fassade besitzt eine genutete Sockelzone mit Segmentbögen, einem Rundbogenportal mit Kämpfern und einem Korbbogenportal, sowie einem Eckprellstein. Die Oberzone ist ganz glatt, die Fenster sind additiv gereiht und teilweise gerade verdacht. Ein Kranzgesims läuft um die Fassade. Im Inneren befindet sich ein tonnengewölbter Flur. An der gewendelten Zweipfeilertreppe ist noch das originale Geländer zu sehen. Im Erdgeschoß befand sich rechts das ehemalige Bierwirtshaus mit vergoldeten Stuckaturen, während links eine Schmiedewerkstatt lag, die eine Pfeilerhalle mit Platzlgewölben und Gurten bildete.